# ویلسون آپارسیدو خاویر جونیور
ویلسون آپارسیدو خاویر جونیور (به پرتغالی: Wilson Aparecido Xavier Júnior) هافبک اهل برزیل است که در شهر Arapongas و در تاریخ ۱۵ مارس ۱۹۸۴ به دنیا آمده‌است.
ویلسون آپارسیدو خاویر جونیور در تیم‌های فوتبال Londrina سابقهٔ حضور دارد.